# Церковь Воздвижения Святого Креста (Лида)
Церковь Воздвижения Святого Креста (бел. Касцёл Узвіжання Святога Крыжа) — католический храм в Лиде, Беларуси. Храм относится к Гродненской епархии. Памятник архитектуры в стиле виленское барокко, построен в 1747—1770 годах по проекту архитектора Иоганна Глаубица. Храм включён в Государственный список историко-культурных ценностей Республики Беларусь (код: 412Г000335).

## Архитектура и интерьер
Храм представляет собой трёхнефную базилику. Изначально церковь была украшена двумя башнями, которые были утрачены во время пожара 1821 года. У церкви прямоугольная в плане алтарная часть, которая продолжается центральным нефом, и две квадратные ризницы по бокам от центрального алтаря.
Храм был окружён каменной оградой с барочными воротами (не сохранилась).
В интерьере храма выделяется фресковая роспись сводов и стен, а также орнаментальная лепка и скульптуры в стиле рококо. В одной из боковых капелл левого нефа находится почитаемый местными католиками образ Богоматери Розария.
Костёл Воздвижения Святого Креста. Декоративная отделка интерьера костёла Воздвижения Святого Креста: 3 алтаря и амвон, орнаментальная лепка, росписи сводов и стен, ул. Советская, 2 в Лиде —  Историко-культурная ценность Республики Беларусь, .